# Tetrapterys microphylla
Tetrapterys microphylla är en tvåhjärtbladig växtart som först beskrevs av Adrien Henri Laurent de Jussieu, och fick sitt nu gällande namn av Franz Josef Niedenzu. Tetrapterys microphylla ingår i släktet Tetrapterys och familjen Malpighiaceae. Inga underarter finns listade i Catalogue of Life.

## Bildgalleri

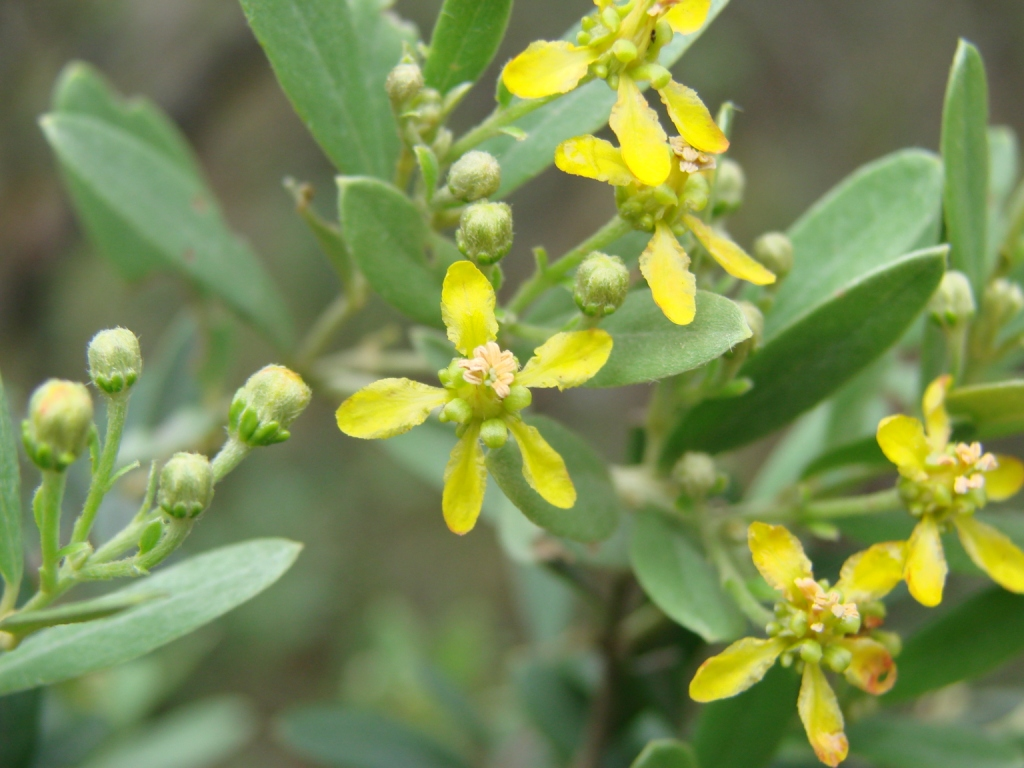
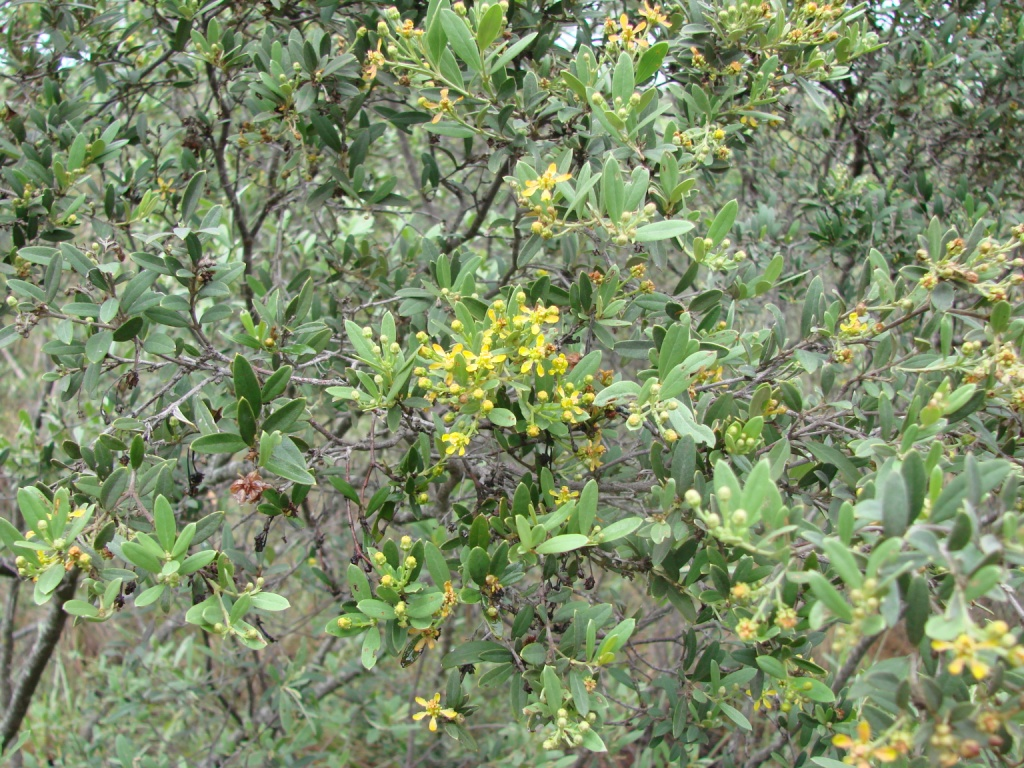